# Yumiko Kusaka
Yumiko Kusaka' (日下友美子 Kusaka Yumiko?) es un personaje de la novela Battle Royale. En la película y el manga tiene el mismo nombre. En la versión estadounidense del manga Yumiko Kusaka es llamada Yumi de manera afectiva. En la película el papel de Yumiko Kusaka fue interpretado por Misao Kato.

## Antes del juego
Yumiko Kusaka es una de las estudiantes de la clase de tercer año del instituto Shiroiwa de la ciudad ficticia de Shiroiwa, en la prefectura de Kagawa. En la novela, ella es miembro de la iglesia de metodista cristiana, donde después conoció a su mejor amiga, Yukiko Kitano. Yukiko y Kusaka son inseparables desde entonces, y aunque asistían de manera regular a las misas, ninguna era muy devota, para ambas era más bien un lugar para hacer vida social. Las dos compartían todo, se compraron unos pendientes que les gustaban a ambas y se quedó uno cada una como símbolo de amistad. Kusaka siempre mostraba energía y alegría frente a su amiga, y, además, tiene algunos rasgos de una chica marimacho. Ella es también la cuarta bateadora del equipo de sófbol del instituto. Al igual que su amiga, Kusaka está enamorada de Shuya Nanahara pero ésta prefirió no decir nada para evitar un conflicto entre ambas.
En la novela, cuando era niña, acusó a su mejor amiga de robarle un bolígrafo de edición limitada, ya que era hija de una madre soltera que además trabajaba de anfitriona en un bar incluso su profesor no dudó que lo había robado y la trató como tal; posteriormente Yumiko descubriría que simplemente había olvidado el bolígrafo en casa, dándose cuenta de que había cometido un grave error con su amiga; aunque se disculpó de inmediato, el daño a la relación entre ambas fue irreparable. Tras este incidente Kusaka decidió hacer lo posible por confiar en la gente e intentar ver el lado buena de cada persona ya que siente que la desconfianza es el verdadero fracaso.
En el manga, Yukiko y Kusaka se hicieron muy amigas en la clase de tareas domésticas. Kusaka tenía problemas y Yukiko la ayudó a hacer su receta. Al final a Kusaka le salió muy bien el pastel pero a Yukiko no le dio tiempo a terminar el suyo. Yumiko le explicó a la profesora que Yukiko la había ayudado, en ese momento Shuya Nanahara, quien se había colado en el salon junto a Yoshitoki Kuninobu para comer a escondidas, aparece frente al grupo halagando la cocina de ambas y la perfecta forma en que sus platos se complementan animando a ambas con sus comentarios; desde ese momento se hicieron amigas.

## En el juego
Yukiko se reúne con Yumiko al abandonar el colegio debido a que el chico número siete, Yoshitoki Kuninobu, había muerto antes de empezar el juego y, por tanto, salieron de forma consecutiva. Ambas deciden ir hasta el antiguo puesto de información turístico en el centro-este de la montaña norte. Las chicas discuten sobre que harán y comprenden que serían incapaces de asesinar a sus compañeros o matarse una a la otra. Después de pensar mucho, razonan que el resto de sus compañeros deben sentir lo mismo y deciden usar un megáfono que encontraron en el puesto de información turístico para llamar al resto de sus compañeros, e invitarlos a hacer un grupo para intentar buscar una solución juntos.

## Destino
El aviso revela la posición de las chicas, por lo que Shogo Kawada evita que Shuya Nanahara y Noriko Nakagawa vayan al lugar explicando que su experiencia le ha demostrado que es imposible que todos los que se presenten tengan tan buenas intenciones como ellas; posteriormente dispara al aire en un intento de asustarlas y hacer que escapen, pero aun así Yumiko y Yukiko continúan transmitiendo. Kazuo Kiriyama las escucha y en un ataque por la espalda acribilla a ambas con su ametralladora.
En la novela y el manga, antes de morir Kusaka le confiesa a Yukiko que está enamorada de Nanahara y un momento más tarde Kiriyama acaba con ellas disparándolas en la cabeza. El arma que le tocó a Kusaka en el juego fueron un par de granadas que Kiriyama cogió después de matarla.
En la película, el megáfono es el arma asignada de Yukiko Kitano y el arma de Kusaka sería un wakizashi que no llegó a utilizar pero que Kazuo Kiriyama guardó y usará más adelante para decapitar a Toshinori Oda. En la película, Kusaka muere en el tiroteo, pero Yukiko queda agonizando. Yukiko empieza a gritar de dolor y Kiriyama, en un momento de sadismo, pone el megáfono en los labios de la muchacha y comienza a dispararle en el estómago, de forma que sus gritos de dolor y su muerte sean escuchados por todos en toda la isla.